# Хјузвил (Мериленд)
Хјузвил (енгл. Hughesville) насељено је место без административног статуса у америчкој савезној држави Мериленд.

## Демографија
По попису из 2010. године број становника је 2.197, што је 660 (42,9%) становника више него 2000. године.
| Група             | 2000.         | 2010.         |
| Белци             | 1.253 (81,5%) | 1.484 (67,5%) |
| Афроамериканци    | 201 (13,1%)   | 556 (25,3%)   |
| Азијати           | 42 (2,7%)     | 37 (1,7%)     |
| Хиспаноамериканци | 10 (0,7%)     | 37 (1,7%)     |
| Укупно            | 1.537         | 2.197         |